# Karl Barth
Karl Barth (Bazel, 10 mei 1886 – aldaar, 10 december 1968) was een invloedrijke protestantse theoloog uit Zwitserland.

## Levensloop
Het gezin Barth verhuisde in 1889 naar Bern. Vader Fritz Barth was hoogleraar kerkgeschiedenis en Nieuwe Testament. Karl studeerde van 1904-1906 in Bern, van 1906 tot 1907 in Berlijn, in 1907 weer in Bern, in 1907-1908 in Tübingen, in 1908 in Marburg en deed zijn doctoraalexamen in Bern in 1908. Zijn vicariaat (hulppredikantschap) was vervolgens in Genève van 1909-1911. Hij werd reformiert (calvinistisch) predikant in Safenwil in het kanton Aargau. In 1913 huwde hij met Nelly Hoffman. Uit hun huwelijk werden vijf kinderen geboren, één dochter en vier zoons. Van 1921-1925 was hij hoogleraar gereformeerde theologie in Göttingen, van 1925-1930 in Münster en van 1930-1935 hoogleraar in Bonn. Hij weigerde zich echter te conformeren aan het nationaalsocialistische regime en moest in 1935 uitwijken naar Zwitserland waar hij een professoraat kreeg aan de universiteit in Bazel, dat hij tot 1961 bekleedde. In 1952 wordt hij door de Engelse koning onderscheiden met de „Medaille des konings” voor de door hem aan de zaak van de vrijheid bewezen diensten.
Tussen 1932 en 1967 werd Die Kirchliche Dogmatik door Barth uitgegeven in 13 banden; dit Duitstalig systematisch-theologisch werk is nooit voltooid. Bij het schrijven van de Kirchliche Dogmatik kreeg Barth assistentie van theologe Charlotte von Kirschbaum. Zij was steun-en-toeverlaat van Barth en kwam in 1929 bij de familie Barth in huis wonen in Münster. Barth  overleed op 10 december 1968 te Bazel. Hij werd begraven in het familiegraf waar ook zijn assistente in was begraven.

## Theologie
Barth is de grondlegger van de zogenoemde dialectische theologie. De belangrijkste aanzetten voor deze theologie ontwikkelde Barth in zijn commentaar op de Romeinenbrief van 1919, waarvan in 1922 een volledige herziene uitgave kwam. Kenmerkend voor zijn theologie is de uitdrukking: Senkrecht von Oben (Loodrecht/verticaal van boven). Barth onderschrijft de these van Immanuel Kant, dat de mens met zijn denken nooit God kan bereiken. Daarom moeten we volgens Barth niet inzetten bij de mens, maar bij God. God openbaart zich loodrecht van boven en alleen in die openbaring is God te ontmoeten. Barth onderscheidt drie verschillende gestalten in het Woord van God:
1. Het geopenbaarde Woord van God: Jezus Christus.
2. Het geschreven Woord van God: de Bijbel.
3. Het gepredikte Woord van God: de prediking van de kerk.

Volgens Barth staat in deze openbaring Jezus Christus centraal. Daarbij kan alleen de Bijbel de bron van de Godskennis zijn. Hij wijst alle andere wegen van Godskennis af. Die zijn volgens hem vormen van natuurlijke theologie. Ook belangrijk is dat in zijn theologie geen enkele menselijke capaciteit een rol speelt in het verkrijgen van Godskennis. Alles wat een mens over God te weten komt is louter uit genade. Gedurende het interbellum was het tijdschrift Zwischen den Zeiten voor de ontwikkeling van de dialectische theologie van groot belang.
Een ander belangrijk element in de theologie van Barth is het onderscheid tussen religie en geloof. Religie verstaat Barth als activiteit van de mens om een relatie met God te creëren. Geloof is wat de openbaring van God in een mens bewerkt. Religie is voor Barth een negatief gekleurd begrip: hij bestempelt veel fenomenen binnen het christendom als religie.
De scheppingsleer van Barth wordt gedomineerd door twee stellingen: de schepping is de uitwendige grond van het verbond en het verbond is de inwendige grond van de schepping. Scheppen is ruimte maken voor de geschiedenis van het verbond. Met het verbond bedoelt Barth het eeuwige verbond tussen God en mens. Hierdoor worden schepping en verlossing als een eenheid beschouwd. De grond voor de schepping is Gods genade. De genade gaat aan de schepping vooraf. Daarnaast is bij Barths scheppingsleer zijn denken over het chaotische niets van belang: het Nichtige als verzet tegen Gods genade is niet te verklaren en ook niet te ontkennen; het Nichtige is volgens Barth Gods probleem en het is ons mensen geraden de chaos niet op te roepen. Alleen het werk van Jezus Christus overwint het Nichtige. Wat de natuurwetenschappen betreft stelt hij dat ze hun gang kunnen gaan zolang ze geen ‘heidnische Gnosis und Religionslehre’ worden.

## Invloed
Barth is op een groot aantal terreinen van grote betekenis geweest in de theologie. Daarbij heeft Eduard Thurneysen zijn systeem vruchtbaar gemaakt voor de praktische theologie. Gerhard von Rad heeft de visie van Barth ondersteund met een theologie van het Oude Testament en Hendrik Kraemer heeft zijn visie toegepast in het veld van de zendingswetenschappen. Daarbij maakte Kraemer veel gebruik van het door Barth gemaakte onderscheid tussen geloof en religie om de verhouding tussen christendom en de andere godsdiensten te karakteriseren.
- Hij protesteerde in de jaren 1930 tegen het opkomende nationaalsocialisme. De Barmer Thesen van mei 1934, een kerkelijk geschrift dat zich keert tegen het nationaalsocialisme, zijn grotendeels door hem geschreven.

- Hij is van grote invloed geweest voor de ontwikkeling van de theologie. Zijn radicale christologie heeft velen beïnvloed. In zijn grote werk, de Kirchliche Dogmatik, heeft hij zijn theologische uitgangspunten omvattend uitgewerkt. Op verschillende terreinen bevat zijn dogmatiek een breuk met de theologie van de kerk der eeuwen.

- Hij is ook van invloed geweest in de houding van de kerk ten opzichte van het socialisme. Barth was een overtuigd tegenstander van de antithese tussen christenen en niet-christenen, zoals die vooral in Nederland tot uitdrukking kwam in de verzuiling. Hijzelf was lid van de sociaaldemocratische partij.

In kerk en wetenschap heeft hij diepe sporen getrokken. In Nederland is zijn gedachtegoed geïntroduceerd door Karel Hendrik Roessingh en verder verwerkt door Oepke Noordmans, Kornelis Heiko Miskotte, Frans Breukelman en Jan Buskes. Later zijn ook Hendrikus Berkhof, Gerrit Cornelis van Niftrik en de gereformeerde hoogleraar Gerrit Cornelis Berkouwer, die aanvankelijk Barth bestreden had, in zijn sporen verdergegaan. Ook binnen de Wereldraad van Kerken heeft zijn theologie grote invloed gehad. Binnen orthodox-gereformeerde kring wordt Barths theologie bekritiseerd. Zo schreef Cornelius Van Til onder meer het boek Christianity and Barthianism specifiek ter weerlegging van Barth's opvattingen, en heeft de gereformeerd-vrijgemaakte theoloog Klaas Schilder zich intensief beziggehouden met de bestrijding van Karl Barth.
Nog altijd wordt er veel historisch-theologisch en systematisch-theologisch onderzoek gedaan naar de theologie van Karl Barth. Over de hele wereld zijn onderzoekscentra opgericht die zich in Barths theologie specialiseren. Het Center for Barth Studies van het Princeton Theological Seminary heeft mondiaal gezien een leidende functie. Het Nederlandse Barthonderzoek wordt voornamelijk verricht vanuit de Protestantse Theologische Universiteit. Er worden jaarlijkse Barthconferenties georganiseerd in Zwitserland (de Internationale Karl Barth Tagung op de Leuenberg, sinds 1970) en in Nederland (de Barth Tagung op Hydepark, vanaf 1983).

## Trivia
- Barth had een voorliefde voor de muziek van Wolfgang Amadeus Mozart.[6][7]